# Pierre-Marie Buirette
 Pierre-Marie Buirette, né le 26 décembre 1783 à Sainte-Menehould, Marne et mort le 16 mai 1866 à Reims est un manufacturier de Reims et un philanthrope à l’origine de nombreux prix de vertu et de constructions dans la ville de Reims.

## Éléments biographiques
Pierre-Marie Buirette, né le 26 décembre 1783 à Sainte-Menehould.
Il est le fils de Claude Buirette (1734-1827).
Il entre comme employés dans l’entreprise de monsieur Deshaye. Remarqué par celui-ci, il devint associé dans l’affaire renommée Dehaye, Fournival & Buirette.
Il met fin à ses activités professionnelles en 1852.
Il décède, à Reims, le 16 mai 1866 au n° 21 de la rue Large qui sera renommée en son honneur. Il repose dans le canton 8 du Cimetière du Nord de Reims. Son monument funéraire est du sculpteur Michel Wendling.

## Activités/ Œuvres
Il fut président du Conseil des prud’hommes de Reims.
Décédé célibataire à 82 ans, sans héritier directe autre que son frère cadet et aisé, il alloua, par voie testamentaire, près de la moitié de son actif successoral à des œuvres ou à des prix de vertu.
Six prix de vertu furent créés à la suite de ce leg.
Il a, également, légué une partie de sa succession à la construction dans Reims, d’un quartier pour les enfants malades à l’Hôtel-Dieu et a d’autres œuvres de bienfaisance.

## Hommage et postérité
En 1873, la « Rue Large » a été renommée rue Buirette.